# Luca Engstler
Luca Engstler, född den 8 mars 2000 i Wiggensbach, Bayern, är en tysk racerförare. Han är son till racerföraren Franz Engstler.